# 渡辺慧
渡辺 慧（わたなべ さとし、1910年5月26日 - 1993年10月15日）は、日本の物理学者（理論物理学）・情報科学者。

## 経歴
1910年、東京府生まれ。学習院中等科、東京高等学校を経て、1933年、東京帝国大学理学部物理学科を卒業する。在学中に理化学研究所で寺田寅彦の指導を受ける。1933年、フランス政府留学生として渡仏、パリでド・ブロイに師事し、熱力学の第二法則と波動力学の研究を始める。1937年、ライプツィヒに移り、ハイゼンベルクに原子核理論を師事する。同年、後にドイツ文学者でハワイ大学教授となるドロテア・ダウアーと結婚する。
1939年、第二次世界大戦の勃発とともにドイツを離れ、コペンハーゲンのボーアの許にしばらく滞在した後、同年12月に家族とともに帰国する。以降、理化学研究所員、東京帝国大学第二工学部助教授、立教大学理学部教授を歴任し、第二次世界大戦後の1950年に渡米。
1956年、IBMワトソン研究所員となり、量子力学を基礎とする独自の情報理論の構築とその応用研究を行う。以降、イェール大学教授、ハワイ大学教授等を歴任するほか、国際時間学会会長、国際科学哲学アカデミー副会長等をつとめる。
- 1993年10月15日、東京にて病没する。

## 家族・親族
- 祖父：渡辺千秋 ‐ 宮内大臣
- 大叔父：渡辺国武 ‐ 大蔵大臣、逓信大臣
- 父：渡辺千冬は濱口内閣、第2次若槻内閣の司法大臣。千秋の三男で、国武の養子。
- 兄：渡辺武は大蔵省財務官、アジア開発銀行総裁。
- 妻：ドロテア・ダウアー（渡辺ドロテア）はドイツ文学者でハワイ大学教授。
- 子：渡辺元はカリフォルニア大学サンタバーバラ校哲学科教授である。

## 研究内容・業績
量子力学の勃興期に渡欧した渡辺は、ド・ブロイ、ハイゼンベルク、ボーア等と直接交わり、処女作『Le deuxième théorème de la thermodynamique et la mécanique ondulatoire（熱力学の第二法則と波動力学）』（1935年）において、熱力学と量子力学の関係を解明し、熱力学におけるエントロピー概念の一般的な定式化を行う。熱力学的な物理現象の不可逆性に対する渡辺の強い関心は、アンリ・ベルクソンの哲学等の影響もあって、哲学的視野を含んだ時間の本質に対する探究へと進み、時間論の初期の名著とされる『時間』（1948年）、『時間の歴史 : 物理学を貫くもの』（1973年）、『時間と人間』（1979年）等の一連の著作に結実する。1980年の『生命と自由』では、こうした物理学的・哲学的思索を生命現象にまで推し進め、生命とは自由の追求であると主張する。
一方、エントロピー概念の情報理論への応用可能性に早くから着目した渡辺は、1969年の『Knowing and guessing（知識と推測）』において、人間の知的活動の基本要素である「知ること」と「推測すること」を数理的・定量的手段を用いて分析・再構成し、「認識学（epistemometrics）」を提唱する。また、1985年の『Pattern recognition（パターン認識）』では、知覚を中心とする人間の認識過程を機械と比較し、人間のパターン認識はエントロピー最小化原理に基づく情報の圧縮であることを明らかにする。2つの与件を区別する有限個の述語が与えられたとき、その2つの与件に共通する述語の数は与件の選び方によらず一定であることから、すべての事物は同等の類似性を有することを証明した「みにくいアヒルの子の定理（Theorem of the ugly duckling）」は、述語の重要性を決定するのは人間の価値体系であることを示した点で重要である。
こうした理論的活動にとどまらず、実践的な著作も少なからず発表しており、戦時中においてもリベラリズムを貫き、『科学日本』、『帝大新聞』、『科学人』等の各誌で、戦争に協力した科学者を批判する。また、戦後は『思想の科学』の創立同人に加わるとともに、『中央公論』、『文藝春秋』、『婦人公論』等の各誌で、社会問題・女性問題についても積極的な発言を行った。敗戦直後において、マルクス主義から独立した社会主義論を構想した初期論文集が晩年に出版されている。

## 人物
語学に堪能で、積極的に海外に活躍の場を見出した渡辺は、「頭脳流出組の初期の一人」とされる一方、「学は一つなり」をモットーとし、哲学・物理学・心理学・情報理論・認知科学・コンピュータ科学等、広汎な領域でコスモロジカルな思索を展開したことから、「ルネサンス人の最後の一人」とも称される。例えば鶴見俊輔のはじめた思想の科学研究会が1946年に発足した当初の、オリジナルメンバー7名の一人でもあった。その知的営為の独創的な先駆性は、今日なお、村上陽一郎等によって高く評価されている。また、家庭生活においては、戦中戦後の困難な時代に、慣れない土地で大変な苦労を強いられながらも、渡辺を支え続けた妻ドロテアを終生愛し、とても子煩悩であったことが知られている。

## 著書
- 『原子核と超微構造』（科學文獻抄 17）岩波書店 1937年
- 『時間』白日書院 1948年1月
- 『原子核理論の概觀』（物理學集書 11）河出書房 1948年3月
- 『物理学の小道にて』アカデメイア・プレス 1948年9月
- 『場の古典力學』（數學集書 11）河出書房 1948年11月
- 『未來をゆびさすもの』（科學シリーズ 1）中央公論社 1949年
- 『時間の歴史　物理学を貫くもの』東京図書 1973年6月、新装版 1987年5月 ISBN 4489001932
- 『時』河出書房新社 1974年8月、復刊2012年1月 ISBN 978-4309245737。上記『時間』白日書院 を改訂
- 『認識とパタン』岩波書店（岩波新書 黄版） 1978年1月 ISBN 4004200369
- 渡辺ドロテアとの共著『時間と人間』中央公論社（自然選書） 1979年11月 ISBN 978-4120009051
- 『生命と自由』岩波新書 黄版 1980年6月 ISBN 4004201225
- 『知るということ　認識学序説』東京大学出版会（認知科学選書 8） 1986年6月／ちくま学芸文庫、2011年6月 ISBN 4480093818
- 『フランスの社会主義の進化　渡辺慧初期論文集』思想の科学社 1990年12月

## 外国語著書・訳書
- Le deuxième théorème de la thermodynamique et la mécanique ondulatoire, Paris : Hermann et Cie, 1935
 （邦訳版）井口和基訳『熱力学第二法則と波動力学』太陽書房, 2023
- Knowing and guessing : a quantitative study of inference and information, New York : John Wiley & Sons, 1969 ISBN 0471921300
 （邦訳版）村上陽一郎、丹治信春訳『知識と推測 : 科学的認識論』全4巻 東京図書 1975年（新装合本版 1987年9月 ISBN 4489002297（上） ISBN 4489002300（下））
- Pattern recognition : human and mechanical, New York : John Wiley & Sons, 1985 ISBN 0471808156
- ルイ・ド・ブロイ『波動力学研究序説』岩波書店 1934年11月
- キュリー夫人『ピエル・キュリー傳』（白水社科學選書 12）白水社 1942年10月